# Гетто в Грозово
Гетто в Гро́зово (лето 1941 — ноябрь 1941) — еврейское гетто, место принудительного переселения евреев деревни Грозово Копыльского района Минской области и близлежащих населённых пунктов в процессе преследования и уничтожения евреев во время оккупации территории Белоруссии войсками нацистской Германии в период Второй мировой войны.

## Оккупация Грозово и создание гетто
Деревня Грозово была захвачена немецкими войсками 29 июня 1941 года, и оккупация длилась до 1 июля 1944 года. Вскоре после оккупации в деревню прибыл карательный батальон из белорусских, латышских и литовских полицейских. Всех евреев выгнали из домов и вывели в поле за деревню, где находилось колхозное гумно. Территорию вокруг гумна оградили колючей проволокой. Так немцы, реализуя нацистскую программу уничтожения евреев, организовали в местечке гетто.
Гетто не охранялось, но евреи не выходили за его пределы, потому что идти спасаться было некуда.
Одна еврейская девушка примерно 14 лет из деревни Конюхи узнала, что в этом гетто находятся её родные. Она попыталась пробраться к ним внутрь гетто, чтобы быть вместе, но была схвачена полицаями, которые закопали ее в лесу заживо.

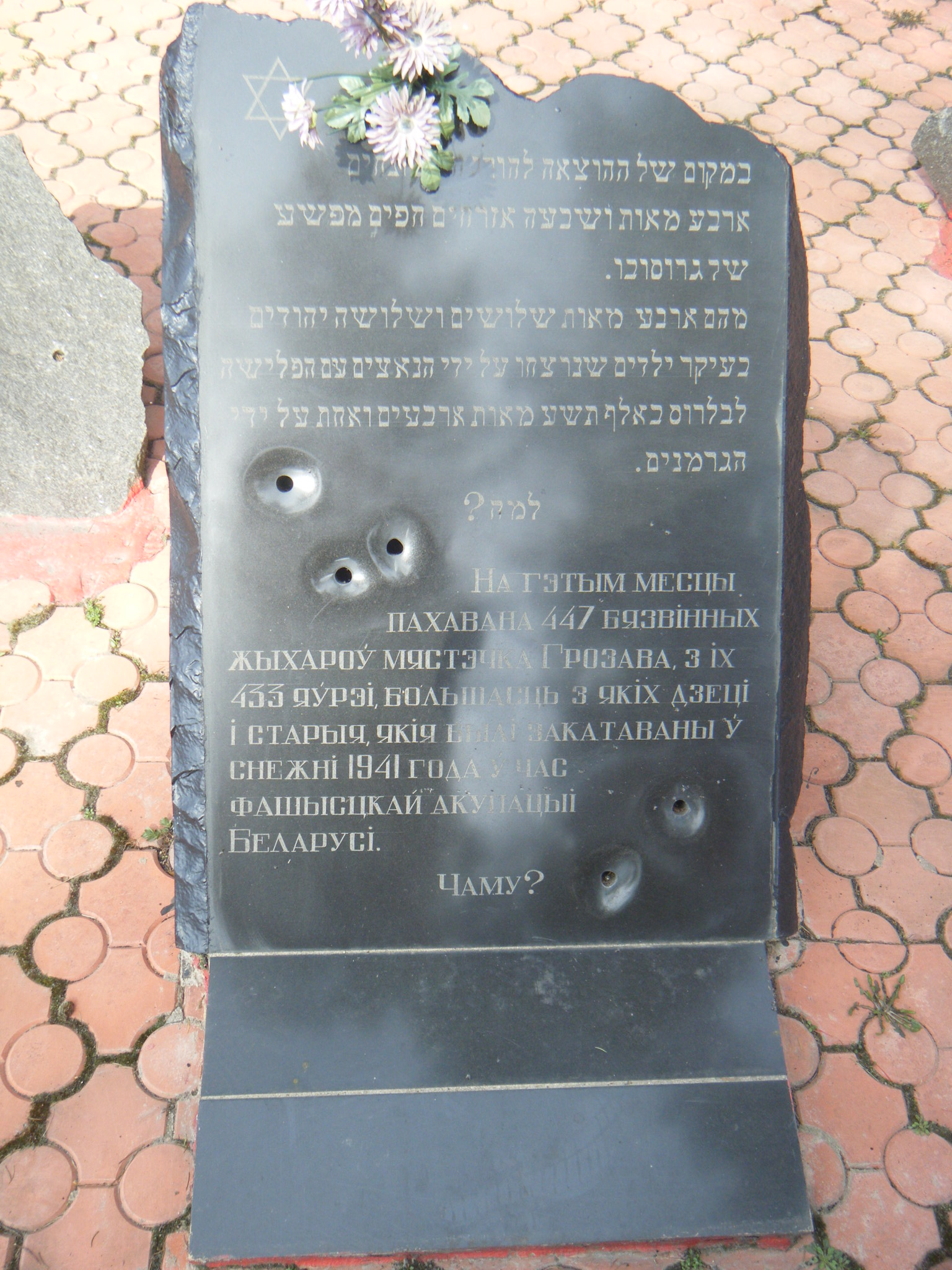

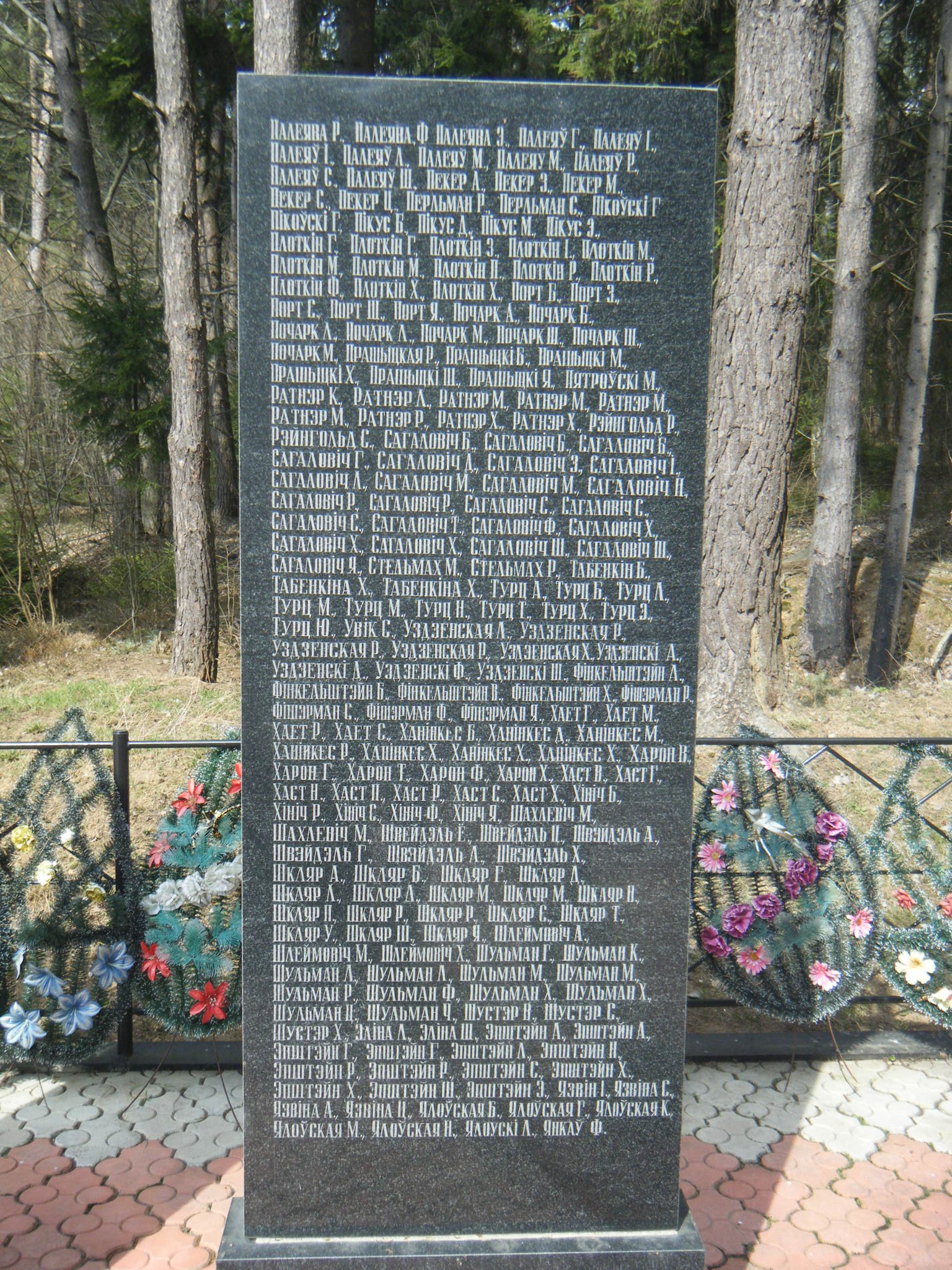

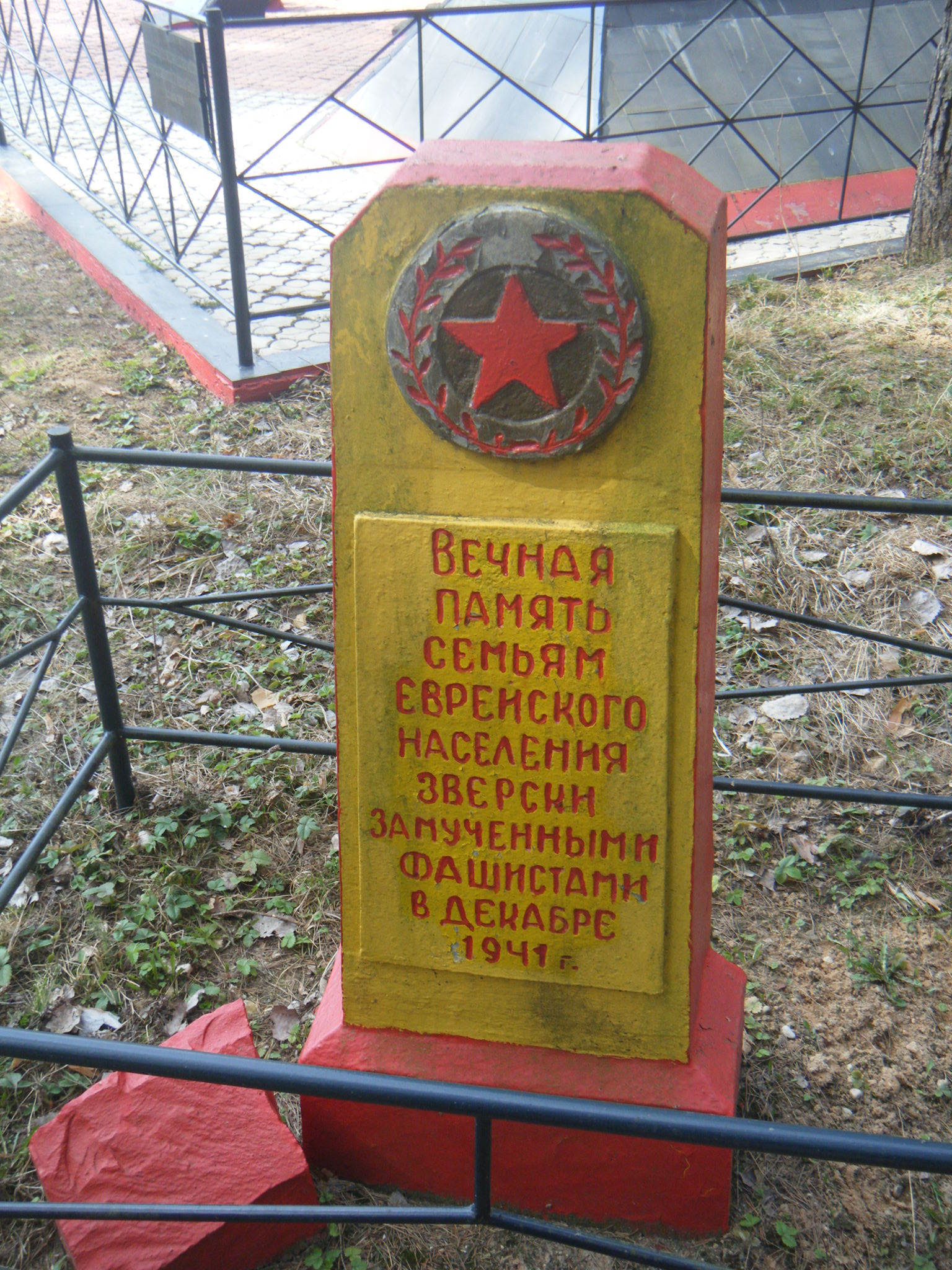
Отдельные части мемориала в память евреям Грозово

## Уничтожение гетто
В ноябре 1941 года гетто в Грозово было ликвидировано. Около 500 оставшихся евреев перевели в деревню Конюхи, в гетто на территории бывшего военного городка, где уже находились местные евреи. Там обреченных людей заставили больше месяца существовать в невыносимо тяжелых условиях суровой зимы 1941 года. Немцы очень серьёзно относились к возможности еврейского сопротивления, и поэтому в большинстве случаев в первую очередь убивали в гетто или ещё до его создания евреев-мужчин в возрасте от 15 до 50 лет — несмотря на экономическую нецелесообразность, так как это были самые трудоспособные узники. По этой причине большинство евреев, пригнанных в Конюхи из гетто в Грозово, были женщины, старики и дети, и многие из них умерли от голода, холода и болезней уже к декабрю 1941 года.
Оставшихся в живых 433 (447) еврея в Конюхах расстреляли 18 декабря 1941 года, за деревней в семи километрах от Грозово, в лесу за карьером.
В самом Грозово осталось немного евреев, в основном — ремесленников, которые работали под угрозой смерти. Этих последних евреев Грозово летом 1942 года отвели в бор между деревнями Грозово и Конюхи, где заранее были вырыты ямы, и всех расстреляли. Во время этой «акции» (таким эвфемизмом нацисты называли организованные ими массовые убийства) двум красивым еврейкам полицаи предложили бежать, но девушки ответили, что здесь их мама и без неё им жить незачем — и погибли вместе со всеми.

## Память
Всего в Грозово и Конюхах были убиты около 600 евреев
В 1966 году на месте братской могилы на месте расстрела в декабре 1941 года был установлен памятный знак, за которым впоследствии ухаживали грозовские школьники.
В 1995 (2006) году при содействии американского гражданина Майкла Лозмана был открыт мемориал в память о жертвах геноцида евреев в Грозово по проекту копыльского художника Владимира Швайбовича. На двух вертикальных плитах увековечены имена погибших евреев, а третья плита — стилизованный еврейский надмогильный камень.
Опубликованы неполные списки жертв геноцида евреев в Грозово и Грозовском сельсовете.